# Francis Delage
 (octobre 2020).
Pour les articles homonymes, voir Delage.
Francis Delage, né le 18 février 1950 à Gond-Pontouvre (Charente) est un chef cuisinier français spécialisé dans la cuisine créole.

## Biographie
Francis Delage a travaillé dans plusieurs établissements gastronomiques des Antilles dès 1971.
En 1979, il ouvre son premier restaurant gastronomique "La Plantation" dans la Marina du Gosier en Guadeloupe.
En 1988, il ouvre "La Plantation de Paris" à la Bastille dans le douzième arrondissement de Paris. L'établissement fut nommé dans le magazine Gault et Millau "l'un des haut lieux de la cuisine des Antilles". 
En 1999, après la fermeture de ses deux restaurants "La Plantation" en Guadeloupe et à Paris, il ouvre le restaurant "La Route Des Boucaniers" à Saint-Barthélémy dans les Caraïbes.
Ces 3 établissements firent l'objet de plusieurs articles de presse dans des journaux régionaux, nationaux et internationaux, ce qui participa à créer la renommée du chef Francis Delage, particulièrement dans le domaine de la cuisine créole.
Parallèlement à sa carrière de chef cuisinier, Francis Delage a écrit et édité des encyclopédies et livres de cuisine. "Les Délices de la Cuisine Créole", encyclopédie en 6 volumes, s'était vendue à plus de 150 000 exemplaires en 2000.
Pendant 4 ans, Francis Delage a animé une émission de cuisine sur RFO. Il diffusa également le premier CD-ROM de cuisine créole.

## Ouvrages
1. ↑  Marie-Line Ampigny, « Un chef nommé Delage », TV MAGAZINE F-N°417,‎ 20 au 26 septembre 1997
2. ↑  Bernadette Gutel, « Fou de cuisine créole », L'Hôtellerie n° 2794 Magazine,‎ 7 novembre 2002 (ISSN 2417-8004, lire en ligne)
3. 1 2  « Un chemin qui mène à la gastronomie créole. », Le Journal de Saint-Barth,‎ 19 janvier 2000 (ISSN 1254-0110)